# تكوين إثني

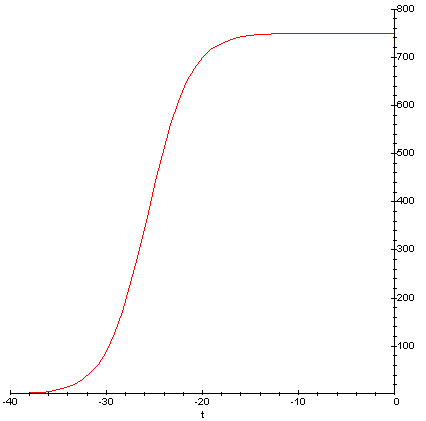

التكوين الإثني (بالإنغليزية: Ethnogenesis، من اليونانية إيثنوس ἔθνος، «مجموعة من الناس، أمة»، وgenesis أي تكوين γένεσις، «بداية، يأتي إلى حيز الوجود») هو «تشكل ونشوء مجموعة إثنية». ويمكن أن ينشأ ذلك عن طريق عملية تحديد الهوية الذاتية، كما أنها تنشأ نتيجة للتعريف الخارجي.
يرمز إلى العملية التي تؤدي إلى نشوء وتكوين الجماعات. يمكن نشؤ الجماعات العرقية بطريقتين: بطريقة عفوية أو بطريقة نشطة. فبالطريقة العفوية يتم نسج العلاقة بين أفراد المجموعة بشكل طبيعي عن طريق التفاعل فيما بينهم في بيئة مادية، أو ثقافية أو دينية، أو بين أقسام اجتماعية، أو عبر الهجرة أو أي إليه أخرى. أما الطريقة النشطة، فتتحقق عندما يقوم الأفراد بإنشاء المجموعة عن سابق تصميم بأنفسهم عن طريق تحديد هويتهم لتحقيق أهداف مشتركة مثل إيجاد حلول سياسية أو فرض قيم مجتمعية محددة.
يمكن أن يروج التكوين العرقي إما بتحديد العرق المسموح له الانتماء إلى المجموعة، أو بتحديد العرق الغير مسموح له الالتحاق بالجماعة. فمثلا سياسات الجمهورية الفرنسية حددت أن الشخص الفرنسي هو كل من يعيش على أرض فرنسية وبالتالي فتحت الباب لجميع الأعراق ليصبحوا فرنسيين. أما في عهد تيتو، بنيت فكرة الوطنية في يوغوسلافيا على أساس توحيد شعوب السلاف الجنوبية. أما بعد تفكك المنظومة الشيوعية، عاد الخلاف بين الأعراق المختلفة ونشأت جماعات عرقية مختلفة مثل الصرب والكروات والبوسنيين والمونتينيغرويين والماكدونيين وأدت إلى تفكك البلد وإلى حروب أهلية.

## تكوين إثني خامد أو نشط
يمكن أن يحدث التكون الإثني بشكل خامد، في تراكم علامات هوية المجموعة التي تم تشكيلها من خلال التفاعل مع البيئة المادية، والانقسامات الثقافية والدينية بين أقسام المجتمع، والهجرات وغيرها من العمليات، التي التقسيم الإثني هو نتيجة غير مقصودة. ويمكن أن يحدث ذلك بنشاط، حيث يقوم الأشخاص عمدا ومباشرة «بتصميم» هويات منفصلة لمحاولة حل مشكلة سياسية - الحفاظ على بعض القيم الثقافية أو علاقات القوة، أو فرضها، وما إلى ذلك. ومنذ أواخر القرن الثامن عشر، إحياء اللغة أو خلق لغة جديدة، في ما يصبح في نهاية المطاف «الأدب الوطني».
وفي القرنين التاسع عشر والعشرين، واجهت المجتمعات التي تحدى بتقادم تلك الروايات التي كانت تمنحها في الماضي التماسك تناقصا في الروايات الإثنية أو العرقية كوسيلة للحفاظ على هويتها الجماعية أو بوليس أو إعادة تأكيدها.

## قومية شاملة أو حصرية
يمكن تشجيع الإيثنوجين (التكون الإثني) ليشمل أو يستبد أي أقلية إثنية تعيش داخل بلد معين. في فرنسا، كانت السياسة التكاملية للجمهورية الفرنسية شاملة؛ تنص قوانينهم على أن جميع الأشخاص المولودين أو المقيمين بصورة قانونية في فرنسا (بما في ذلك أقاليم وأقاليم ما وراء البحار) هم «فرنسيون». ولم يجر القانون أي تمييز إثني ولا فئات عرقية بين الشعبين «الفرنسيين». وكان جميع الناس في فرنسا فرنسيين وأصبحوا مواطنين في الجمهورية الفرنسية بقدر ما يتعلق الأمر قانون البلاد.

## إحياء اللغة
كانت اللغة من الأصول الحاسمة في التحقق من الهوية الإثنية. إن عملية إحياء الهوية الإثنية العتيقة غالبا ما تشكل تحديا لغويا فوريا، حيث تفتقر اللغات المتقلبة إلى تعبيرات عن التجارب المعاصرة. في أوروبا في التسعينات، كانت أمثلة من أنصار الإحياء الإثني من هامش سلتيك في ويلز والقوميين في بلاد الباسك. محاولات النشطاء منذ 1970 لإحياء اللغة قسطانية في جنوب فرنسا هي مثال مماثل.
وبالمثل، في القرن التاسع عشر، كانت دوقية فينومان الكبرى في فنلندا تهدف إلى رفع اللغة الفنلندية من وضع الفلاحين إلى اللغة الوطنية الرسمية، التي كانت السويدية فقط لبعض الوقت. كما أسس فنومان الحزب الفنلندي لمتابعة أهدافهم القومية. نشر في عام 1835 من الملحمة الوطنية الفنلندية، كاليفالا، كان حجر الأساس من القومية الفنلندية وإثنوجينيسيس. تم الاعتراف الفنلندية كلغة رسمية من فنلندا فقط في عام 1892. كان معارضة فينومانز من قبل سفيكومانز، برئاسة أكسيل أولوف فريودنتال (1836-1911). وأيد مواصلة استخدام اللغة السويدية كلغة رسمية؛ فقد كانت لغة أقلية تستخدمها النخبة المتعلمة في الحكومة والإدارة. وتمشيا مع نظريات العنصرية العلمية المعاصرة، يعتقد فرويدنتال أن فنلندا لها «سباقات»، واحدة تتحدث السويدية والفنلندية الأخرى. ادعى سفيكومانز أن «العرق الجرماني» السويدية كان متفوقا على الشعب الفنلندي الأغلبية. في أيرلندا، كان إحياء اللغة الأيرلندية جزءا من استعادة الهوية الايرلندية في الجمهورية.
كانت اللغة قوة سياسية هامة ومثيرة للانقسام في بلجيكا بين فليمينغز الهولندية والألمانية والفرنسية سلتيك والونز منذ أن أنشئت المملكة في عام 1831. سويسرا مقسمة بين الألمانية الناطقة الألمانية أو شويز ضد الرومان الناطقين بالفرنسية أو أربيتيانز، ووالأقليات الناطقة بالإيطالية / لومبارد والرومانشية في الجنوب والشرق.
في إيطاليا، كانت هناك اختلافات إثنولوجية ولغوية بين المجموعات الإقليمية، من لومبارديانز من الشمال إلى صقلية من الجنوب. وقد سمحت التضاريس الجبلية بتطوير مجتمعات معزولة نسبيا ولهجات ولغات عديدة قبل التوحيد في القرن التاسع عشر.

## تأثير الدين
الميزات الاجتماعية التي تفرضها بعض الأديان قد تؤدي إلى نشؤ جماعات عرقية. فالمسلمين أو اليهود، يعتبروا عرقا مجتمعة بالرغم من أنتماء بعض الأفراد إلى بلاد مختلفة. لايمكن تحديد عوامل الفصل بين الجماعات الدينية والطائفة. وبالعادة، الطائفة التي يمكن أن تتحول إلى عرق تتبع قوانين صارمة بالأخص فيما يتعلق بالزواج من داخل الطائفة. من أشهر هذه الأمثلة طائفة الإيميش والصابئة.

## جغرافيا
يمكن أن تؤدي العوامل الجغرافية إلى عزل ثقافي ووراثي عن مجتمعات إنسانية أكبر. وستكتسب المجموعات التي تسكن الموائل النائية والتداخل بين الأجيال سمات ثقافية وراثية مميزة تتطور من الاستمرارية الثقافية ومن خلال التفاعل مع ظروفها البيئية الفريدة. وعادة ما يؤدي التولد الإثني في هذه الظروف إلى هوية أقل قيمة من تلك التي تزرع في التناقض مع السكان المتنافسين. ولا سيما في شعوب الجبال الرعوية، فإن التنظيم الاجتماعي يميل إلى التمسك بالدرجة الأولى بتحديد الهوية الأسرية، وليس الهوية الجماعية الأوسع نطاقا.
الطبيعة الجغرافية قد ئؤدي إلى عزل مجموعات عن بقية المجتمعات. ويمكن أن يرتبط أفراد المجموعة فيما بينهم عرقيا (مثل النيبال) أو ثقافيا (مثل المزارعون في غرب كندا).

## دراسات تاريخية
في إطار مهنة تاريخية، تم استعار مصطلح «إثنوجينيسيس» (تكوين إثني) كمستحدث لشرح أصول وتطور ما يسمى الثقافات الإثنية البرابرية، جردت من دلالاتها المجازية المستمدة من علم الأحياء، والولادة «الطبيعية» والنمو. ويرتبط هذا الرأي ارتباطا وثيقا بالمؤرخ النمساوي هيرويغ ولفرام وأتباعه، الذين جادلوا بأن هذه الإثنيسيتي ليس مسألة أصل وراثي حقيقي («قبائل»).
بدلا من ذلك، باستخدام مصطلح راينهارد وينسكوس تراديتيونسكيرن («نواة التقليد»)، نشأت إثنوجينيسيس من مجموعات صغيرة من المحاربين الأرستقراطيين الذين يحملون التقاليد الإثنية من مكان إلى آخر وجيل إلى جيل. أما المتابعون فيجمعون أو يحلون حول هذه النوى من التقاليد؛ كانت الإثنيسيتي متاحة لأولئك الذين يرغبون في المشاركة فيها دون شرط أن يولدوا إلى «قبيلة». وهكذا أصبحت مسائل الإثنية ومكان المنشأ ثانوية.
يدعي أنصار التكون الإثني أنه البديل الوحيد لنوع من المنحنية الإثنية والوطنية أو القومية التي ينظر إليها عادة في النزاعات على أصول العديد من الشعوب القديمة مثل فرانكس والقوط، والهون. كما تم استخدامه كبديل عن «تاريخ العرق» للشرق الأدنى الذي دعم الفينيقية ويدعي إلى العصور القديمة للشعوب الآشورية / الكلدانية / السريانية المختلفة.